# Ґаспринський Ріфат Ісмаїлович
Ріфат (Рефат, Габдельрафія) Ісмаїлович Ґаспринський (крим. Refat Gaspıralı; 17 червня 1884, Бахчисарай, Таврійська губернія — 9 грудня 1925, Бахчисарай, Кримська АСРР) — громадський і культурний діяч, журналіст, редактор (у 1909—1918 роках) і видавець (у 1914—1918 роках) газет, завідувач музеєм та бібліотекою Ісмаїла Ґаспринського у Бахчисараї, заступник директора музею Ханського палацу.

## Життєпис
Народився в місті Бахчисараї Таврійської губернії в сім'ї просвітителів Ісмаїла Ґаспринського (1851—1914) та Зухри Акчуріної (1862—1903). Брати та сестри: Хадича (один батько, різні матері), Нагар, Шефіка, Гайдар, Мансур. У 1894 році вступив до Сімферопольської чоловічої гімназії та успішно її закінчив. У 1904 вступив на юридичний факультет Імператорського Казанського університету. Потім перевівся до Харківського університету. З 25 квітня 1909 року — офіційний редактор газети «Терджиман», після смерті Ісмаїла Гаспринського в 1914 році «Терджиман» перейшов у спадок до Ріфата, на посаду редактора заступив Асан Сабрі Айвазов. 23 лютого 1918 року, у відповідь на репресії, здійснені більшовиками щодо кримськотатарського національного руху, «Терджиман» припинив своє існування.
Після більшовицької агресії усі його родичі емігрували, а Ріфат залишився сам у Криму. Разом із Усеїном Боданінським організував Будинок-музей І. Ґаспринського.
З 21 березня 1921 р. Ріфат Ґаспринський був призначений директором цього музею. Був завідувачем бібліотеки імені Ісмаїла Ґаспринського в Бахчисараї. Пізніше був призначений заступником директора музею Ханського палацу у Бахчисараї.
Помер 5 грудня 1925 року у віці 41 року від хвороби нирок. Похований на цвинтарі Зинджирли-медресе поряд із могилами батька та матері.

## Сім'я
Ріфат Ґаспринський був двічі одружений.
Перша дружина — Фатіма (її мати була близькою подругою та землячкою Зухри Акчуріної із Сенгілеївського повіту Симбірської губернії). Свою дочку Зухру (нар. 1914) назвав на честь матері, яка померла 1903 року.
Друга дружина — Танзиля. Від цього шлюбу народилося двоє дітей (дівчинка та хлопчик), обоє померли в дитинстві.